# Södertälje fögderi
Södertälje fögderi avsåg den lokala skattemyndighetens verksamhetsområde i nuvarande Södertälje och Nykvarns kommuner mellan åren 1967 och 1991. Efter detta år omorganiserades skatteväsendet och fögderierna ersattes av en skattemyndighet för varje län - i detta fall den för Stockholms län. År 2004 gick verksamheten upp i det nybildade Skatteverket.
Södertälje fögderi föregicks av flera mindre fögderier, vilka sedermera även delvis hamnade under Huddinge, Handens och Strängnäs fögderier.
- Svartlösa och Öknebo fögderi (1720-1839)
  - Södertörns fögderi (1840-1945)
    - Öknebo fögderi (1946-1966) (Endast Öknebo härad)
- Södermanlands femte fögderi (1720-1804)
  - Södermanlands fjärde fögderi (1805-1885)
    - Gripsholms fögderi (1886-1966) (Endast Selebo härad)